# Quartier Belvedere

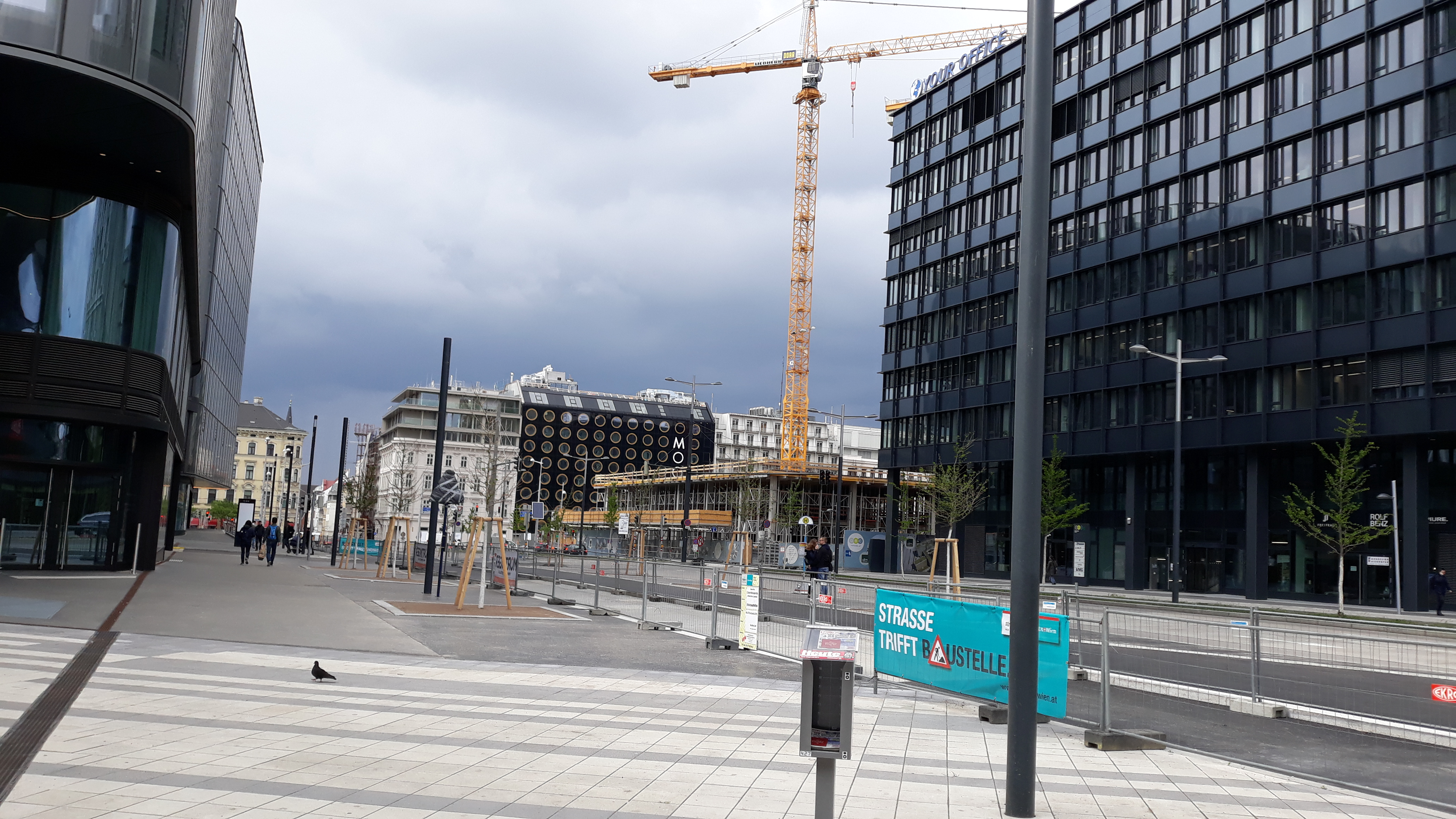
10., Karl-Popper-Straße, Blickrichtung Gürtel (Mai 2019)

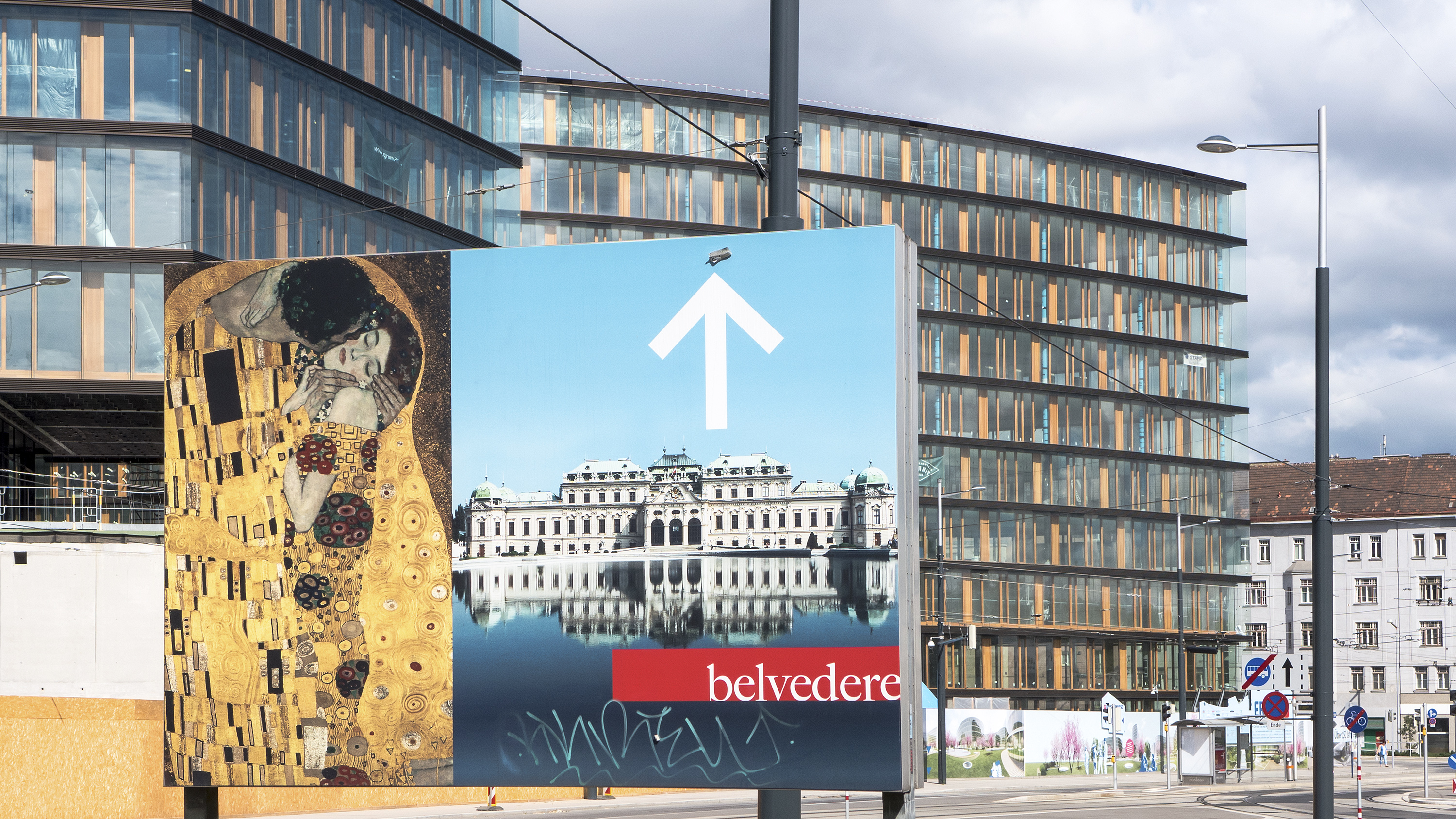
Quartier Belvedere, Detail (Juli 2014)

Das Quartier Belvedere (traditionelle Aussprache ohne Schluss-e) liegt im 10. Wiener Gemeindebezirk, Favoriten, zwischen dem Wiener Hauptbahnhof und dem Schloss Belvedere. Auf einer Gesamtfläche von rund 25 Hektar entsteht hier auf dem Gelände des ehemaligen Südbahnhofs ein Wohn-, Geschäfts- und Freizeitviertel. Im Quartier Belvedere befinden sich verschiedene Bauprojekte: der Bürokomplex der Erste Group, der Campus des QBC (Quartier Belvedere Central) und das Hochhaus von Signa. Das Quartier Belvedere soll das Tor zur Stadt werden und drei Gemeindebezirke zusammenwachsen lassen.

## Name
Der Name des Viertels ist nicht historisch; er wurde um das Jahr 2000 oder kurz darauf von Stadtplanung, Bauunternehmen und Immobilienentwicklern eingeführt. Er bezieht sich auf das nordöstlich direkt benachbarte, 1714–1723 errichtete und heute im 3. Wiener Gemeindebezirk gelegene Schloss Belvedere, mit seinem Kunstmuseum und seiner barocken Gartenanlage eine wesentliche Kulturattraktion Wiens. Der Name Quartier Belvedere wurde zur Umbenennung der bis 8. Dezember 2012 Südbahnhof (S-Bahn) genannten Haltestelle der Schnellbahn-Stammstrecke aufgegriffen.

## Lage
Das Quartier Belvedere befindet sich zwischen dem Wiener Hauptbahnhof (10. Bezirk) und dem Schloss Belvedere (3. Bezirk) an der Grenze zum 3. und 4. Bezirk.

### Die umliegenden Viertel
Das Viertel wird etwa wie folgt begrenzt:
- Nordwesten: Wiedner Gürtel (vom Südtiroler Platz zur Arsenalstraße), Teil einer zwischen den inneren und äußeren Stadtbezirken verlaufenden, hier etwa achtspurigen Hauptverkehrsstraße; nördlich der Straße schließt der Innenbezirk Wieden an, nordöstlich Park und Schloss Belvedere. Unter und auf dem Südtiroler Platz befindet sich die Verkehrsstation Wien Hauptbahnhof mit U-Bahn-, S-Bahn- und Straßenbahnhaltestellen; die meisten Haltestellen heißen seit 9. Dezember 2012 (Wien) Hauptbahnhof; die U1-Station Südtiroler Platz-Hauptbahnhof.
- Nordosten: Arsenalstraße mit S-Bahn-Haltestelle Wien Quartier Belvedere und Straßenbahnhaltestellen; dahinter der Schweizergarten mit dem Belvedere 21; südöstlich des Schweizergartens schließt das historische Arsenal mit dem Heeresgeschichtlichen Museum an die Straße an.
- Süden: Alfred-Adler-Straße (neue Verbindung in Verlängerung der Landgutgasse von der Sonnwendgasse zur Ghegastraße vor dem Arsenal); südlich davon befindet sich das teils fertige, teils im Bau befindliche Sonnwendviertel.
- Südwesten: Sonnwendgasse vom Südtiroler Platz zur Landgutgasse; Richtung Westen folgt ihr nach ein bis zwei Häuserblöcken die Favoritenstraße, Hauptstraße des Bezirks. Die Favoritenstraße ist hier Fußgängerzone, daher nimmt die Sonnwendgasse einen wesentlichen Teil des früher durch die Favoritenstraße verlaufenden Individualverkehrs auf.

Diagonal zwischen Südtiroler Platz und Arsenalstraße bei der Ghegastraße liegt in Hochlage die mehrgleisige Bahntrasse mit dem Hauptbahnhof direkt beim Südtiroler Platz und mit ausgedehnten Gleisanlagen Richtung Südosten anschließend an das Abfertigungsbauwerk. Unter dem Bahnviadukt kreuzen die Gertrude-Fröhlich-Sandner-Straße, die Karl-Popper-Straße (mit Straßenbahnlinie D) und die Alfred-Adler-Straße die Trasse.

### Öffentliche Anbindung
- U-Bahn (U1)
- Regionalverkehr
- Schnellbahn (S1, S2, S3, S4, S60, S80)
- Straßenbahn (D, O, 18)
- Autobus (13A, 69A)
- Regional- und Fernverkehrszüge

## Geschichte

### 1850: Vorstadt Wiens
Das Gebiet lag einst weit vor den Toren der ummauerten Stadt Wien südlich der 1850 eingemeindeten Vorstadt Wieden und wurde landwirtschaftlich genutzt. Erworbenes Stadtgebiet südlich der Wieden wurde 1874 zum neuen 10. Bezirk, Favoriten, zusammengefasst. Der in den 1840er Jahren erfolgte Bau von Südbahnhof und Ostbahnhof direkt außerhalb des Linienwalls, der Wieden und Favoriten noch bis in die 1890er Jahre trennte, bewirkte in den folgenden Jahrzehnten steigenden Flächenbedarf der Bahn. Um 1890 hatte das Areal längst seine heutige Ausdehnung erreicht.
Um das Jahr 2000 wurden Überlegungen der Österreichischen Bundesbahnen konkreter, den Bahnhof als Durchgangsbahnhof komplett neu zu errichten und das frei werdende Areal für andere Nutzungen zu verwerten.
Siehe dazu:
- Wien Südbahnhof
- Wien Hauptbahnhof
- Sonnwendviertel

### 2004: Masterplan, neue Viertel
Der Wiener Gemeinderat beschloss in Absprache mit den ÖBB 2004 den Masterplan für das gesamte Areal. Das Quartier Belvedere sollte Bürogebäude für rund 20.000 Arbeitsplätze umfassen. Unter anderem waren hier die neue Konzernzentrale der Österreichischen Bundesbahnen und (auf dem Bauplatz des demolierten Südbahnhofs Ecke Wiedner Gürtel / Arsenalstraße) ein Bürohochhaus für den Bankenkonzern Erste Group vorgesehen. Die Gebäude wurden so angeordnet, dass das Stadtbild mit den Blickachsen im Bereich des nahen Belvedere nicht beeinträchtigt wird.

### 2010er Jahre: Quartier Belvedere und seine Nachbarn
Das Quartier Belvedere wurde bzw. wird auf einem etwa 25 Hektar großen Teil der Fläche des bis 2009 / 2010 großteils abgesiedelten und 2013 entfernten Südbahnhofs errichtet, und zwar dort, wo sich das Aufnahmsgebäude des Bahnhofs für Süd- und Ostbahn, die Bahnsteige mit den vorgelagerten Gleisharfen, Abstellgleise für Loks und Wagen und Teile des Frachtenbahnhofs befunden haben. In der Mitte des Areals befindet sich, diagonal gelegen, der am 9. Dezember 2012 teilweise eröffnete und am 13. Dezember 2015 in Vollbetrieb genommene neue Wiener Hauptbahnhof, der samt den Zufahrtsgleisen weitere 50 Hektar belegt. Im Gegensatz zum südlich anschließenden, überwiegend dem Wohnbau gewidmeten, etwa 34 Hektar großen Sonnwendviertel wird das Quartier Belvedere vor allem Büro- und Geschäftsbauten umfassen.

## Bauprojekte im Quartier Belvedere
Städtebauliches Ziel ist ein vielfältiger Nutzungsmix, so dass das Viertel auch in den Abendstunden und an den Wochenenden ein belebter Ort ist. Daher werden im Quartier Belvedere sowohl Büros als auch Hotels und freifinanzierte Wohnungen, Geschäfte und weitere Dienstleistungsangebote sowie Gesundheitseinrichtungen gebaut.
Das gesamte Entwicklungsgebiet rund um den Wiener Hauptbahnhof ist etwa so groß wie die Josefstadt, der 8. Bezirk Wiens.
Durch den neuen Stadtteil soll ein Ast einer „Kulturmeile“ führen, die sich von der Inneren Stadt über das Belvedere und das 21er Haus bis zum Heeresgeschichtlichen Museum im Arsenal zieht; die Verlegung des Wien Museums auf das Areal wurde erwogen, jedoch Ende 2012 zugunsten des Verbleibs auf dem Karlsplatz verworfen. Im Quartier Belvedere soll außerdem ein Cluster an privat geförderten, allgemein zugänglichen Bildungs- und Informationseinrichtungen entstehen, um Wissbegierige aller Alters- und Berufsgruppen anzuziehen.

### Erste Campus
Beim Bau des Campus der Ersten Bank der oesterreichischen Sparkassen AG wurden die mehr als 20 Wiener Niederlassungen der Bank auf einen einzigen Standort zusammengeführt. Auf einer Bruttogeschoßfläche von 117.000 Quadratmeter wurden 4.500 Arbeitsplätze für die Mitarbeiter der Erste Group geschaffen. Das umgesetzte Konzept der "Neuen Arbeitswelten" sieht vor, dass sich jeder Mitarbeiter seinen Arbeitsplatz täglich aufs Neue (innerhalb der eigenen Abteilung) selbst sucht.

### QBC - Quartier Belvedere Central
Das Entwicklungsgebiet des QBC (Quartier Belvedere Centrals) umfasst sechs Bauteile. Die geplante Nutzung des QBC: Büros und Geschäftsflächen (insgesamt 80.000 Quadratmeter), zwei Hotels der Accor-Gruppe (26.000 Quadratmeter), Wohnungen (24.000 Quadratmeter) und 700 Autostellplätze. Mit den Wohnungen und Hotels sowie belebten Erdgeschoßlokalen will man einem abendlichen Aussterben des Quartiers vorbeugen.

### Signa "The Icon Vienna"
Die Signa Holding errichtete 2015 bis 2019 drei eigenständige Türme mit unterschiedlichen Höhen – bis maximal 88 Meter – mit einer Geschoßfläche von insgesamt etwa 96.000 Quadratmetern unter dem Namen The Icon Vienna. Der Bürokomplex ist mit 88 Meter Höhe der höchste Punkt des Quartiers Belvedere.

### Hotel Andaz Vienna Am Belvedere
Ebenfalls durch die Signa Holding wurde als Teil der Parkapartments am Belvedere das Ende April 2019 eröffnete Andaz Vienna Am Belvedere errichtet. Der Neubau mit 303 Zimmern und 44 Suiten wurde von Renzo Piano entworfen und befindet sich direkt gegenüber dem Museum Belvedere 21 am Schweizergarten sowie angrenzend an den Hauptbahnhof Wien. Für sein Restaurant und die Hotelbars lässt das Andaz Vienna eine exklusive Biersorte vom Ottakringer Brauwerk brauen.

### Wohnen am Schweizergarten
Das Projekt Wohnen am Schweizergarten ist Teil des städtebaulichen Gesamtprojektes Hauptbahnhof Wien, inmitten des Viertels „Quartier Belvedere“. Der neue Wiener Stadtteil grenzt direkt an das große Naherholungsareal Schweizergarten, Botanischer Garten und Schlossgarten Belvedere und an den 3. und 4. Wiener Gemeindebezirk an. Auf einem Baufeld von rd. 12.000 m² direkt neben dem Erste Bank Campus soll ein gemischt genutzter Gebäudekomplex mit min. 400 Wohnungen errichtet werden. Das Projekt wurde im ersten Quartal 2021 fertiggestellt.
Hinter dem Projekt steht die Signa Holding des Tiroler Unternehmers René Benko. Wohnen am Schweizergarten ist das Ergebnis eines geladenen Wettbewerbs, der Mitte 2015 durchgeführt wurde, und aus dem der Beitrag des international anerkannten Architekturbüros Delugan Meissl Associated Architects hervorging. Auf Basis dieses städtebaulichen Konzepts wurde in weiterer Folge eines der Wohnhochhäuser aus dem Wettbewerbsbeitrag von Coop Himmelb(l)au integriert, um – unter Berücksichtigung der Juryempfehlung – ein in sich stimmiges Gesamtensemble zu schaffen.